# Pothos salicifolius
Pothos salicifolius là một loài thực vật có hoa trong họ Ráy (Araceae). Loài này được Ridl. ex Burkill & Holttum miêu tả khoa học đầu tiên năm 1923.